# Baalsrudfjellet
Das Baalsrudfjellet ist ein 835 m hoher Berg im Nordosten des Fimbulheimen im ostantarktischen Königin-Maud-Land. Er ragt im östlichen Abschnitt der Lingetoppane auf.
Norwegische Wissenschaftler benannten ihn nach Leutnant Jan Baalsrud (1917–1988), einem Widerstandskämpfer gegen die deutsche Besetzung Norwegens im Zweiten Weltkrieg.